# Banro
Banro est une société aurifère canadienne qui exploite des mines en République démocratique du Congo.

## Activité
Liste des mines détenues par Banro :
- Mine de Twangiza, près de Bukavu en RDC : ouverte en 2012, a produit de 4 tonnes d'or en 2015, possède une réserve entre 50 et 130 tonnes d'or selon les estimations ;
- Mine de Namoya, RDC : ouverte en 2016, prévoit une production de 3,5 tonnes d'or annuel, possède une réserve entre 37 et 45 tonnes d'or selon les estimations ;
- Mine de Lugushwa, RDC : exploitation en cours de préparation, possède une réserve de 100 tonnes d'or selon les estimations
- Mine de Kamituga, RDC : exploitation en cours de préparation, possède une réserve de 25 tonnes selon les estimations

Au total, Banro dispose de 14 permis d'exploration qui couvrent une surface de 2638 kilomètres carrés.

## Histoire
En novembre 2013, Banro démarre l'exploration de la mine de Mukungwe en RDC, un site occupé par des familles de creuseurs artisanaux qui s'affrontent régulièrement pour dominer le chantier. Banro bénéficie de l'appui du ministre des mines congolais Martin Kabwelulu.
Le 1er mars 2017 une équipe de salariés de Banro, composée de trois Congolais, d'un Français et d'un Tanzanien, est enlevée par des hommes armés.

## Controverses
Le 11 juin 2008, Banro dépose une plainte en Ontario contre les auteurs du livre Noir Canada et leur maison d'édition pour 5 millions de dollars, plainte qui vient s'ajouter à celle déposée deux mois plus tôt par Barrick Gold à Montréal pour 6 millions de dollars contre les mêmes personnes, une forme de poursuite-bâillon que dénoncent les accusés Le livre rend compte des abus commis par les sociétés minières canadiennes en Afrique. Après 3 ans de guerre psychologique contre les auteurs et leur maison d'édition, les parties opposées trouvent un accord en octobre 2011 : la poursuite en diffamation pour 11 millions $ est abandonnée, contre quoi les auteurs retirent le livre Noir Canada de la vente. Cette affaire « a contribué à l'adoption d'une loi contre les poursuites-bâillons » au Québec.
Entre 2010 et 2015, les exonérations fiscales accordées à Banro ont fait perdre US$ 19 millions à la RDC.
En janvier 2015, le député de Kabambare demande à Banro le dédommagement des 550 creuseurs artisanaux délocalisés d'une carrière d'or, et de prendre en charge la famille d'un activiste des droits de l'homme tué le 26 janvier 2016 lors d'une marche pacifiste. Le député dénonce également l'obligation contractuelle de Banro à construire une école technique moderne pour la population locale, ce qui n'a jamais été fait jusqu'alors.